# Milton Mendes
Milton Mendes (Criciúma, 25 aprile 1965) è un allenatore di calcio ed ex calciatore brasiliano, di ruolo difensore o centrocampista.

## Palmarès

### Allenatore

#### Competizioni regionali
- Copa do Nordeste: 1

Santa Cruz: 2016

#### Competizioni statali
- Campionato Pernambucano: 1

Santa Cruz: 2016